# Iglesia de la Inmaculada Concepción de Nules
La Iglesia de la Inmaculada Concepción, es un edificio de culto católico, datado del siglo XVIII, que se encuentra en la calle  Constitución 19 de Nules, en la comarca de la Plana Baja,  que está catalogado como Bien de Relevancia Local según la Disposición Adicional Quinta de la Ley 5/2007, de 9 de febrero, de la Generalitat, de modificación de la Ley 4/1998, de 11 de junio, del Patrimonio Cultural Valenciano (DOCV Núm. 5.449 / 13/02/2007), con código 12.06.082-012.

## Historia
El templo original formaba parte de un convento de carmelitas que se construyó, gracias al legado de Pedro Juste y su esposa Francisca Gozalbo, alrededor de 1718, guardando una gran similitud (arquitectónica y decorativa) con el  anterior convento de las carmelitas que se ubicaba en el otro extremo de la ciudad. También tiene similitud con la Capilla de la Soledad, lo que hace pensar en que pudieron compartir maestro de obras (José Pujante) y artesanos.
Hubo problemas entre la administración de Pere Just y el Obispado, por lo que el convento nunca llegó a pasar a manos de las carmelitas, y más tarde, con la desamortización, parte del edificio del convento pasó a manos privadas y otra parte se donó a la Congregación de los Ancianos Desamparados de Valencia. Eso hizo que parte del convento pasara a diversos usos como hostal o caballerizas por ejemplo, lo cual supuso un gran deterioro del mismo. A partir de 1954 se realizaron obras de recuperación del cenobio y parte de la iglesia (principalmente la nave central, ya que parte de las instalaciones de la iglesia así como las capillas laterales fueron utilizadas como viviendas particulares)  se adecentó gracias a la contribución de los fieles, pasando a ser abierta al culto y se dedicó a la Inmaculada Concepción. 
Entre las obras que se realizaron para adaptar el templo al culto, se derribó parte de la antigua fachada y el coro, que pasó a edificarse otro coro nuevo a los pies del templo al que se accedía por una nueva escalera. Para estas nuevas construcciones se utilizó parte de la plazoleta que existía delante de la antigua fachada.

## Descripción artística
Se trata de un templo de planta de cruz latina con cúpula sobre crucero, que mantiene la decoración interior de rocallas y esgrafiados lineales. De la decoración interior hay que destacar el retablo Mayor, que es obra de Enrique Giner. En el centro del retablo destaca la talla de la Inmaculada, que es obra del mismo escultor.
También se conservan otras tallas interesantes, como San Bartolomé, San Luis Gonzaga o la Oración en el Huerto del propio escultor nulense Enrique Giner.
El templo original tenía una nave con tres crujías, coro alto a los pies de la iglesia, crucero (sobre el cual se situaba una cúpula que se apoyaba en un tambor sobre pechinas –con  cuatro óvalos decorados con rocallas que enmarcan el escudo de la orden-), una Capilla Mayor y cubierta de bóveda de cañón con lunetos que hacen las veces de ventanas. Sobre el crucero la cúpula trasdosada, apoyada sobre pechinas y tambor sin cuerpo de luces, cubierta con teja vidriada. El presbiterio de cabecera plana.
El cronista oficial de Nules, Vicente Felip Sempere donó a la iglesia de la Inmaculada siete pinturas religiosas:
- ‘El Salvador‘, de José Moreno Torres, siglo XIX, óleo sobre lienzo;
- ‘Éxtasis de Santa Teresa’, anónimo, siglo XVII, óleo sobre lienzo;
- ‘Cristo Crucificado’, anónimo, siglo XVII, óleo sobre lienzo;
- ‘Inmaculada’, anónimo, siglo XVIII, óleo sobre lienzo;
- ‘Santa María Magdalena’, anónimo, siglo XVIII;
- ‘Soledad’, anónimo, siglo XVI, óleo sobre lienzo, de singular interés al recoger la imagen de la Soledad obra de  Gaspar Becerra y, que se asemeja mucho a la imagen de la Soledad que, según tradición del siglo XIX, llevó a la Vila de Nules Felipe II.

Además la iglesia presenta una espadaña con tres huecos de diferente altura, en el que en el superior por una campana restaurada a principios del siglo XXI por la empresa 2001 TÉCNICA Y ARTESANÍA S. L.